# Чедомир Ђоинчевић
Чедомир Ђоинчевић (рођен 5. маја 1961) је српски фудбалер у пензији, играо је као oдбрамбени играч.

## Фудбалска каријера
Рођен је у Београду, Социјалистичкој Федеративној Републици Југославија. Играо је за Црвенку и Рад. Са 29 година се преселио у иностранство, у августу 1990. године, потписавши уговор са Салгуеиросом, у Португалији.
Након што је завршио економију, радио је као тренер. Године 1999, док је био у Раду, изабран је за тренера године од менаџера прве лиге Србије и Црне Горе у фудбалу, у истраживању које је организовала Политика. Потом је сарађивао са Војводином до децембра 2002, када је прешао у Земун.
Године 2005. освојио је Куп Србије и Црне Горе са Железником, након чега је прешао у Бежанију, 2005.-2006. У октобру 2008. године потписао је уговор са Лакташима из премијер лиге Босне и Херцеговине.
Постао је 1. новембра 2013. привремени генерални директор клуба, постављен је за директора следећег месеца и обављао је ту функцију до 24. марта 2014, када је поднео оставку.

## Лични живот
Са супругом Весном има две ћерке, Катарину и Кристину.